# François Houtart

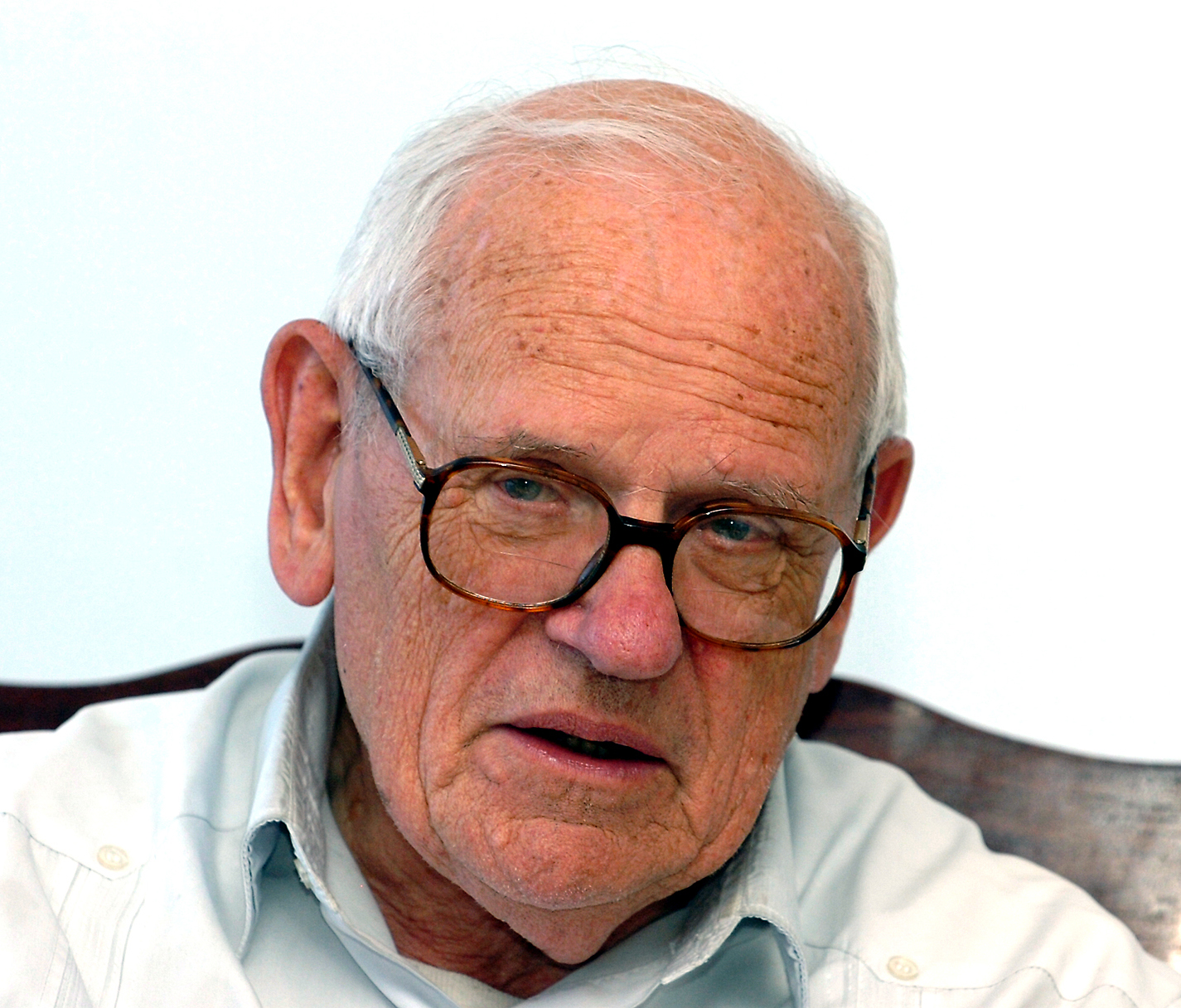
François Houtart in juni 2007

François Houtart (Brussel, 7 maart 1925 – Quito, 6 juni 2017) was een Belgisch priester, godsdienstsocioloog en hoogleraar van de universiteit van Louvain-la-Neuve, waar hij tot 1990 doceerde. Hij verwierf vooral bekendheid als marxist, bevrijdingstheoloog, antiglobalist en medestichter van het Wereld Sociaal Forum. Kanunnik Houtart voerde socio-religieuze studies uit in verschillende steden en continenten zoals Brussel, Chicago, Latijns-Amerika, Malta, Sri Lanka, Indië, Vietnam en Nicaragua. Zijn stellingnamen brachten hem zowel lof als kritiek op. Medestanders in progressistische middens noemden hem de paus van de andersglobalisten. Tegenstanders bestempelden hem dan weer als extreemlinks en ketters en gaven hem de bijnaam de rode kanunnik.

## Vorming en opleiding
Baron François Houtart was de oudste van de veertien kinderen van baron Paul Houtart (1884-1966) en Gudule Carton de Wiart (1903-1998). Hij was een kleinzoon van de voormalige Belgische eerste minister graaf Henri Carton de Wiart, die begin 20e eeuw een centrale figuur was in de katholieke partij.
Als jongeman was Houtart tijdens de Tweede Wereldoorlog actief in het Verzet. Hij studeerde daarna van 1944 tot 1949 filosofie en theologie aan het seminarie in Mechelen. Hij werd priester gewijd in 1949 en werd aalmoezenier bij de KAJ in Brussel, waar hij aansluiting vond bij de inspiratie van Jozef Cardijn. In 1953 bezocht hij met hem voor het eerst Latijns-Amerika en het jaar daarop bezocht hij de KAJ-afdelingen in alle landen van het continent.
Getroffen door de situatie van de jonge arbeiders in Brussel na de Tweede Wereldoorlog ging hij politieke en sociale wetenschappen studeren aan de universiteit van Leuven (1952). Vervolgens behaalde hij postgraduaten in de sociologie van de stedenbouw aan de universiteiten van Chicago en Notre Dame in Indiana, en in 1954 aan het Institut Supérieur d'Urbanisme et de Rénovation Urbaine in Brussel.

## Loopbaan en standpunten
Van 1954 tot 1959 was hij secretaris van de aartsbisschop van Mechelen.
In 1956 richtte hij aan de universiteit van Leuven het Centre de recherches socio-religieuses op, waarvan hij directeur werd. In hetzelfde jaar werd hij secretaris-generaal van de International Conference of Sociology of Religion.
In 1958 werd hij docent aan de UCL waar hij in 1974 doctoreerde in de sociologie met zijn thesis over religie en ideologie in Sri Lanka, ook verschenen in boekvorm. In die periode werd hij benoemd tot ere-kanunnik van het aartsbisdom Mechelen-Brussel, een eretitel die hij, naar men zegde, liever niet had ontvangen, maar ook niet weigerde. Houtart was ook regelmatig gastdocent aan verschillende buitenlandse universiteiten, zoals Montréal, Buenos Aires, Tilburg, Birmingham, Sherbrooke en het Centroamericana in Managua (van 1983-1990).
Van 1958 tot 1962 coördineerde Houtart voor het FERES (International Federation of Institutes for Social and Socio-Religious Research) diverse onderzoeken over het katholicisme in de democratische, sociale en culturele context van Latijns-Amerika. Op vraag van Hélder Câmara maakte hij ten behoeve van de bisschoppen hiervan een samenvatting vlak voor het Tweede Vaticaans Concilie (1962-1965). Op het concilie was hij aanwezig als adviseur (expert) voor de Latijns-Amerikaanse bisschoppen en als secretaris van de subcommissie Signa temporum (tekenen des tijds). In deze functie werkte hij mee aan de redactie van de pastorale constitutie Gaudium et Spes.
In de jaren 1960 en 1970 ageerde hij tegen de Vietnamoorlog, die hij als een Amerikaanse imperialistische oorlog omschreef.
Vanuit die dubbele inspiratie, sociale (arbeiders)beweging enerzijds en derde-wereldproblematiek anderzijds, richtte hij in 1976 het Centre Tricontinental (CETRI) op, een Belgische niet-gouvernementele organisatie gevestigd in Louvain-la-Neuve. In 1996, ter gelegenheid van de 20e verjaardag van CETRI, organiseerde Houtart een alternatief Davos, als reactie op het World Economic Forum in Davos. Hieruit ontstond in 1997 het World Forum for Alternatives, waarna het eerste World Social Forum (WSF - Wereld Sociaal Forum) samenkwam in Porto Alegre in 2002.
Hij was gedurende veertig jaar hoofdredacteur van de International Review of Sociology of Religion, "Social Compass". Houtart was ook voorzitter van de Ligue Internationale pour les Droits et la Libération des Peuples (LIDLP). Hij nam ook regelmatig deel aan zogenaamde volkstribunalen (die hij ook opinietribunalen noemde), in de traditie van Lelio Basso en Bertrand Russell.
Houtart noemde zichzelf een niet-dogmatisch marxist. Daarbij beschouwde hij het marxisme als het meest adequate wetenschappelijke instrument om de samenleving te begrijpen. Hij steunde zowel de regimes van Castro als Chávez en ondersteunde een petitie om Hamas van de lijst van terroristische organisaties die door de Europese Gemeenschap werd opgesteld, te schrappen. Hij onderhield een correspondentie met medeoprichter van separatistische terreurbeweging Front de libération du Québec, Georges Schoeters.
In 1990 ging hij aan de UCL met pensioen. Hij kreeg in 2009 nog de Unescoprijs voor zijn promotie van tolerantie en geweldloosheid.
Vanaf oktober 2009 startten leden van het WSF  met een petitie om hem de Nobelprijs voor de vrede toe te kennen.

## Seksueel misbruik
Op 28 december 2010 berichtte Le Soir dat Houtart seksueel misbruik had toegegeven, veertig jaar voordien gepleegd op de persoon van een jonge neef terwijl hij bij de ouders te gast was. Het feit was door een zus van het slachtoffer gemeld bij de Commissie Adriaenssens
Reeds einde oktober, toen het feit bekend werd, had de directie van Cetri het ontslag gevraagd van Houtart als bestuurder van de NGO Cetri, door hem opgericht. De Directeur, Bernard Duterme, noemde de feiten gepleegd door Houtart in tegenstrijd met alle waarden van Cetri.
Houtart had de bui al een tijdje zien hangen. In november had hij, na een confrontatie met zijn beschuldigende nicht, het steuncomité dat was opgericht om hem voor de Nobelprijs voor de Vrede voor te stellen, verzocht de actie hiervoor te beëindigen en had hij ontslag genomen uit verschillende functies.

## Onderscheidingen
- Dr. Honoris Causa van de Universiteit van Notre Dame, Indiana (1966)
- Madanjeet Singh-prijs voor Tolerantie en Geweldloosheid (UNESCO) (2009)
- Prijs Jaap Kruithof (2010)[11]

## Enkele publicaties
- Religions and ideology in Sri Lanka, Colombo, Hansa, 1974
- El camposino como actor, Managua, Ed. Nicarao, 1982
- Religion et modes de production précapitalistes, Bruxelles, editions de l'ULB, 1992
- Sociología de la Religión, Mexico, Plaza y Valdés, 2000
- Mondialisation des Résistances (met Samir Amin), Paris, L'Harmattan, 2002
- Haïti et la culture dans une commune vietnamienne, Paris, Les Indes Savantes, 2004